# Johan Johnson (förläggare)
Johan Henrik Rafael Johnson, född 5 maj 1950 i Vasa, död 30 oktober 2019 i Esbo, var en finländsk förläggare.

## Biografi
Johnson avlade studentexamen i Vasa 1970 och politices magister-examen vid Åbo Akademi 1978. Åren 1972–1975 var han utredningssekreterare för studierådet vid Åbo Akademi. Han var delägare och verkställande direktör i Musik & Foto Kjellberg & Johnson 1975–1982 och verkställande direktör i Mufoma Kb Johan Johnson 1977–1982. Åren 1982–1992 var han chef för Akademibokhandeln i Åbo, varefter han var verkställande direktör för Schildts Förlags Ab 1992–2012. Under hans ledning blev Schildts det största finlandssvenska förlaget i Finland. Han var också verkställande direktör för Förlagssystem Finland Ab 2001–2003.
Johnson var ledamot av styrelsen för Förlagssystem Finland Ab från 2001, Alfabeta Bokförlag i Stockholm från 2003 och Bokklubben Epok i Stockholm från 2003. Han var ledamot av styrelsen för Svenskt Militärhistoriskt Bibliotek från 2013 till sin död. Bland övriga uppdrag märks att han var dirigent för Sångens Vänner 1981–1987 och därefter vice dirigent från 1987. Han var ledamot av styrelsen för kammarkören Cantate 1972–1980 och ordförande i styrelsen för Kamarikuoro Melos 1988–1993. I styrelsen för sällskapet Visans Vänner var han vice ordförande 1978–1979, 1982–1985 och 1987–1989 samt ordförande 1980–1981 och 1986. Han var medlem av Grankulla kammarkör 1996–2000, av Esbo Motettkör från 2001 och av Esbo svenska församlings kammarkör Novena från 2002.